# جون جيرمان
جون جيرمان (بالإنجليزية: John German)‏ هو مهندس أمريكي، ولد في 1952.

## وصلات خارجية
- الموقع الرسمي